# Mesoleius maculatus
Mesoleius maculatus là một loài tò vò trong họ Ichneumonidae.